# Conferência intercoreana de 2018
A conferência intercoreana de 2018 (hangul: 2018년 남북정상회담; hanja: 2018年 南北頂上會談) ocorreu em 27 de abril de 2018, no lado sul-coreano da Área de Segurança Conjunta, na Zona Desmilitarizada da Coreia, entre Moon Jae-in, presidente da Coreia do Sul, e Kim Jong-un, líder supremo da Coreia do Norte. Foi a terceira cúpula intercoreana e a primeira em onze anos. Foi também a primeira vez desde o fim da Guerra da Coreia, em 1953, que um líder norte-coreano entrou no território do sul; o presidente Moon também cruzou brevemente o território do Norte. A reunião concentrou-se no programa nuclear norte-coreano e na desnuclearização da Península da Coreia.

## Agenda
Os altos funcionários dos dois governos da Coreia realizaram uma reunião de trabalho em 4 de abril para discutir detalhes da cúpula na Casa da Paz. A cúpula abordaria principalmente a desnuclearização e a melhoria das relações intercoreanas para seu benefício mútuo. Embora mais de 200 ONGs tenham pedido a inclusão, na agenda, de questões de direitos humanos no Norte, elas não foram incluídas.

## Encontro

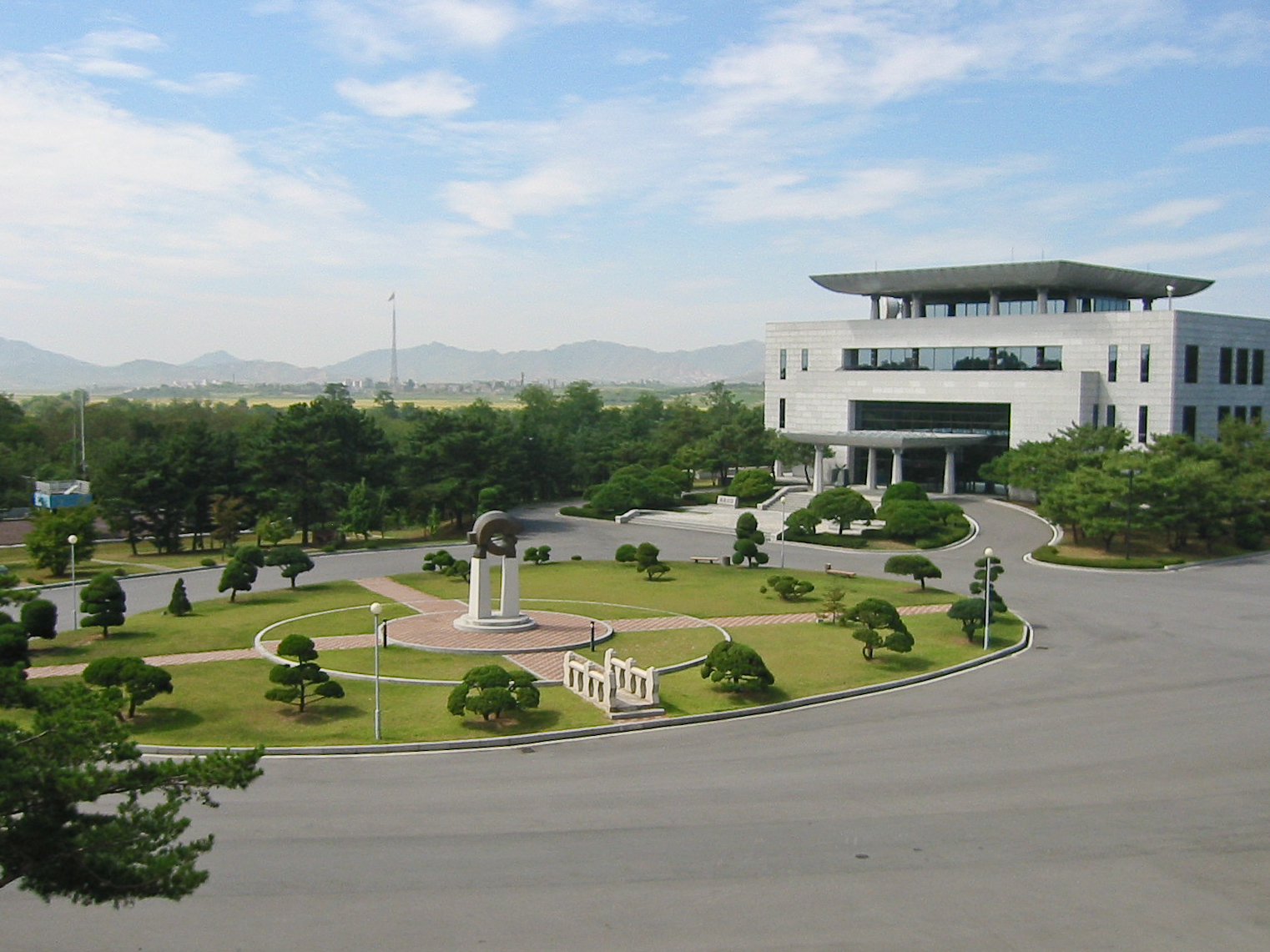
Casa de Paz Intercoreana.

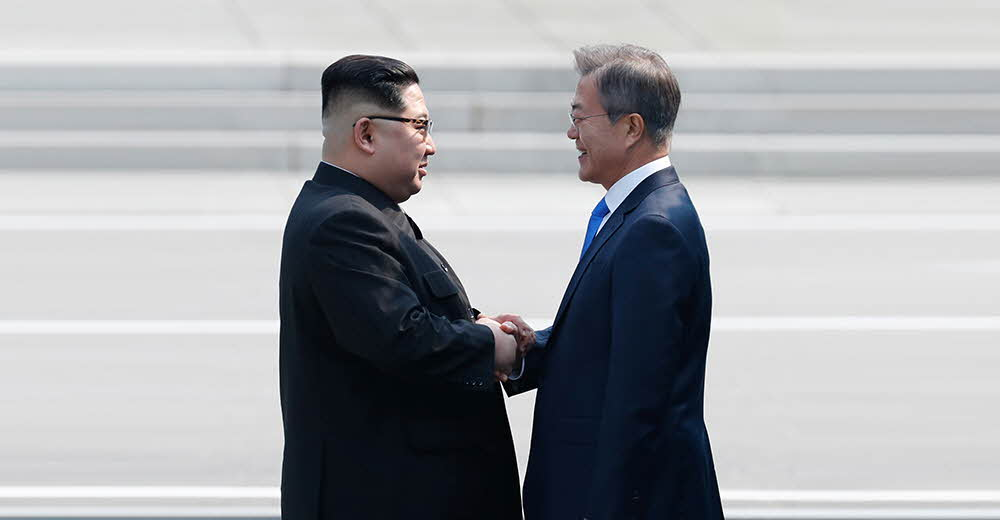
Aperto de mão na Área de Segurança Conjunta.

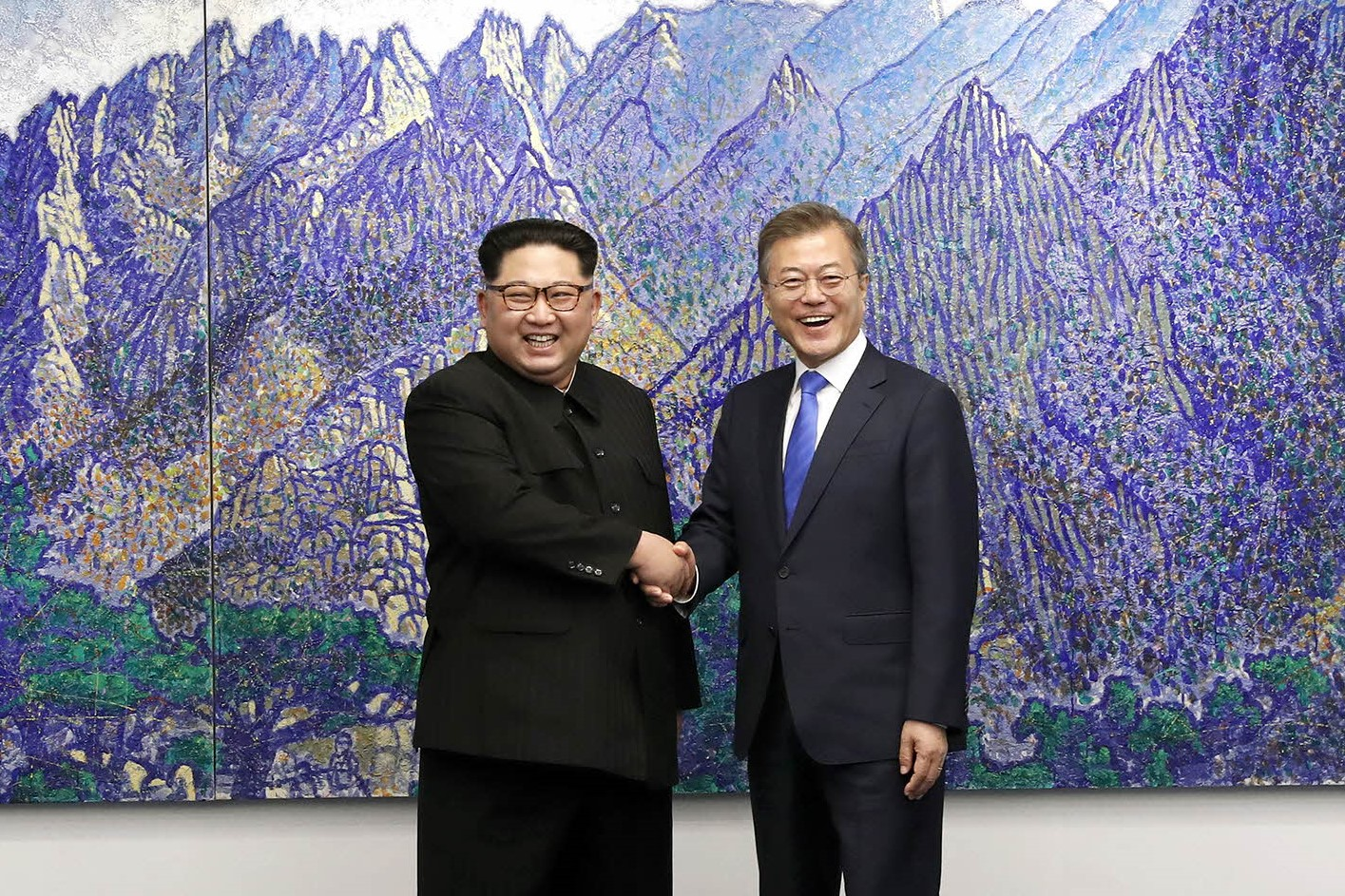
Kim Jong-un e Moon Jae-in apertam as mãos dentro da Casa da Paz.

A Casa da Paz foi aceita pela Coreia do Norte para a localização do encontro, dentre os locais propostos pela Coreia do Sul, localizada ao sul da linha de demarcação militar na Área de Segurança Conjunta de Panmunjeom.
A reunião foi a primeira visita de um líder norte-coreano ao território do Sul. Este encontro inicial dos dois líderes, que apertaram as mãos sobre a linha de demarcação da Zona Desmilitarizada da Coreia, foi transmitido ao vivo. Moon aceitou um convite de Kim para passar rapidamente para o lado norte da linha, antes de os dois caminharem juntos para a Casa da Paz.
Além das conversas, os dois líderes realizaram uma cerimônia de plantio de árvores usando solo e água das duas nações e participaram de um banquete. Muitos elementos da reunião foram expressamente projetados para serem simbólicos, incluindo uma mesa de reunião oval de 2.018 milímetros para representar o ano em que o encontro ocorreu.

### Outros participantes
Os dois líderes foram acompanhados por suas esposas, Kim Jeong-suk e Ri Sol-ju, e várias outras pessoas estavam presentes no encontro:
Coreia do Norte
- Kim Yong-nam, Presidente do Presidium da Assembleia e chefe nominal de estado
- Kim Yo-jong, diretora de propaganda, irmã de Kim Jong-un
- Kim Yong-chol, vice-presidente do Partido dos Trabalhadores da Coreia
- Choe Hwi, vice-presidente do partido
- Ri Son-gwon, presidente do Comitê para a Reunificação Pacífica do País
- Ri Myong-su, chefe do Estado Maior do Exército Popular da Coreia
- Ri Yong-ho, ministro das Relações Exteriores
- Ri Su-yong, vice-presidente do partido
- Pak Yong-sik, Ministério das Forças Armadas Populares

Coreia do Sul
- Chung Eui-yong, assessor de segurança nacional
- Suh Hoon, diretor do Serviço Nacional de Inteligência
- Cho Myoung-gyon, Ministro da Unificação
- Im Jong-seok, Chefe do Secretário Presidencial
- Song Young-moo, Ministro da Defesa Nacional
- Kang Kyung-wha, Ministro das Relações Exteriores
- Jeong Kyeong-doo, presidente das Forças Armadas

## Conferência de imprensa conjunta e acordo
Em uma coletiva de imprensa conjunta, Kim e Moon fizeram uma série de promessas de cooperação e paz entre suas nações, que incluíam uma promessa de trabalhar pela desnuclearização da península coreana, embora Kim não concordasse explicitamente em abandonar as armas nucleares do Norte. Além disso, os dois líderes concordaram em, no final do ano, converter o Acordo de Armistício Coreano em um tratado de paz completo, encerrando formalmente a Guerra da Coreia depois de 65 anos. Além disso, os líderes se comprometeram a acabar com "atividades hostis" entre suas nações, retomar reuniões de famílias divididas pelo conflito, melhorar as conexões ao longo de suas fronteiras e cessar propaganda através dela. Este acordo era conhecido como a Declaração Panmunjom e foi assinado por ambos os líderes na aldeia de Panmunjom, na fronteira sul-coreana. A conferência de imprensa foi exibida ao vivo na televisão sul-coreana; no entanto, a cobertura ao vivo não estava disponível na Coreia do Norte devido à política do país de não transmitir eventos ao vivo que envolvem seu líder. Os líderes prometeram uma maior comunicação entre eles e que Moon visitaria Pyongyang neste outono.